# Amalie Milling
Amalie Milling (* 27. Dezember 1999 in Hørsholm, Dänemark) ist eine dänische Handballspielerin, die dem Kader der dänischen Nationalmannschaft angehört.

## Karriere

### Im Verein
Milling begann das Handballspielen im Alter von fünf Jahren bei HUK Håndbold. Anschließend schloss sich Milling dem Verein Hellerup IK an, mit deren Damenmannschaft sie in der dritthöchsten dänischen Spielklasse antrat. Im Sommer 2018 wurde die Torhüterin vom dänischen Erstligisten København Håndbold unter Vertrag genommen, vier Jahre später wechselte sie zum Ligakonkurrenten Team Esbjerg. Mit Esbjerg gewann sie 2023 und 2024 die dänische Meisterschaft. Ab dem Sommer wird sie für den dänischen Erstligisten Ikast Håndbold auflaufen.

### In Auswahlmannschaften
Milling gehörte dem Kader der dänischen Jugend- und Juniorinnennationalmannschaft an. Mit diesen Auswahlmannschaften gewann sie die Goldmedaille bei der U-17-Europameisterschaft 2015, die Silbermedaille bei der U-18-Weltmeisterschaft sowie die Bronzemedaille bei der U-19-Europameisterschaft 2017, die später aufgrund eines Dopingverstoßes von drei Spielerinnen des Finalisten Russland in die Silbermedaille umgewandelt wurde. Bei der U-19-Europameisterschaft wurde sie in das All-Star-Team gewählt. Milling gab am 28. September 2018 ihr Länderspieldebüt für die dänische A-Nationalmannschaft.